# Cascada del Gualtón

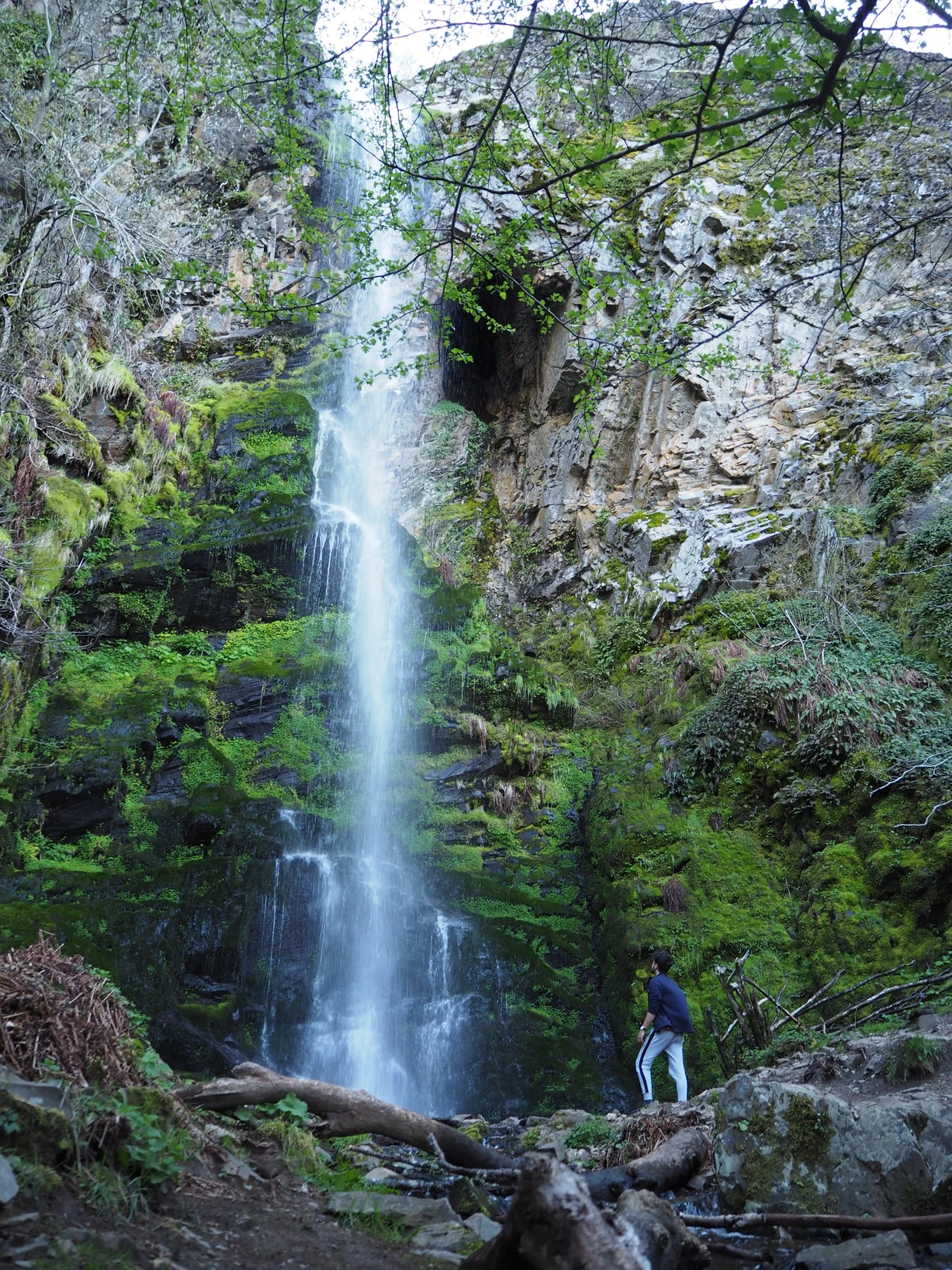
Cascada el Gualtón

La cascada de El Gualtón es la cascada más alta de la comarca de El Bierzo, en la provincia de León (España).

## Situación
Se puede llegar a la cascada del Gualtón a través de una ruta de senderismo desde Carracedo de Compludo. Para llegar a la localidad se toma la carretera LE-142 desde Ponferrada hacia Molinaseca, pasando por Riego de Ambrós, El Acebo y Compludo.

## Itinerario

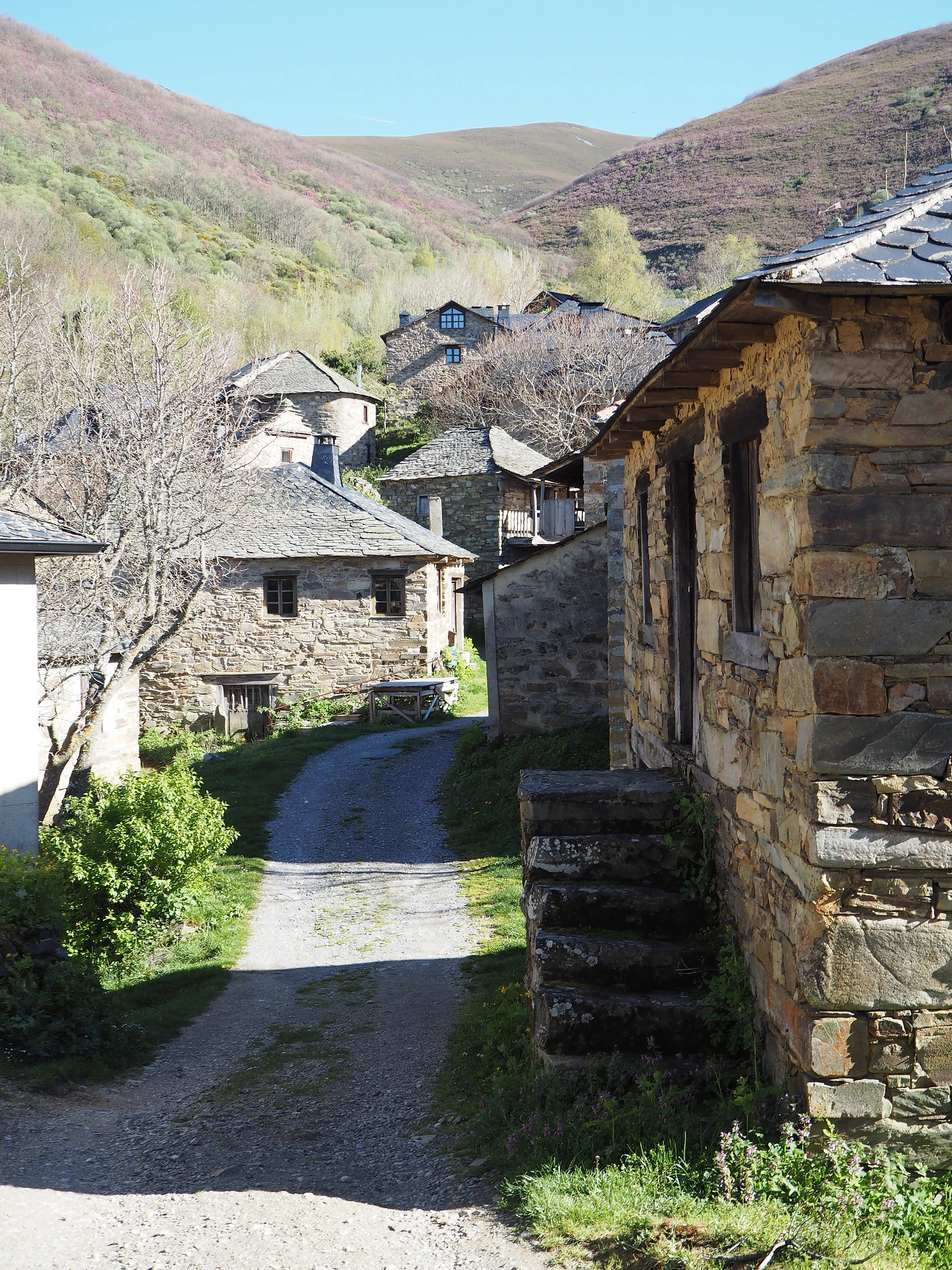
Carracedo de Compludo

La ruta hacia la cascada del Gualtón desde Carracedo de Compludo es de una hora de duración, con dificultad media. La mayor parte del recorrido es accesible, pero el último tramo presenta cierta dificultad técnica debido a la inclinación del terreno.
Es posible llegar al mismo lugar descendiendo desde Manjarín, en el Camino de Santiago, pasando por el abandonado pueblo de Labor de Rey.